# Torrecillas (Jalisco)
Torrecillas es una localidad del estado mexicano de Jalisco. Es parte del municipio de Lagos de Moreno.

## Demografía
| Gráfica de evolución demográfica |
|                                  |

| Censo | Población |
| ----- | --------- |
| 1900  | 117       |
| 1910  | 143       |
| 1921  | 136       |
| 1930  | 6         |
| 1940  | 98        |
| 1950  | 45        |
| 1960  | 188       |
| 1970  | 166       |
| 1980  | 354       |
| 1990  | 532       |
| 2000  | 714       |
| 2010  | 868       |
| 2020  | 1 686     |